# Walter Heinicke (Grenzopfer)
Walter Heinicke (* 15. Januar 1903 in Plötzin; † 30. April 1951 in Potsdam-Babelsberg) gehört zu den Todesopfern des DDR-Grenzregimes vor dem Bau der Berliner Mauer. Er wurde beim Versuch, sich einer Grenzkontrolle nahe dem Grenzübergang Dreilinden zu entziehen, angeschossen und starb im Krankenhaus Potsdam-Babelsberg an seinen Verletzungen.

## Leben
Walter Heinicke stammte aus einer Bauernfamilie, die in Plötzin bei Werder an der Havel ansässig war. Nach dem Ersten Weltkrieg übernahm er den elterlichen Hof, heiratete und hatte mit seiner Frau zwei Kinder. Heinicke war Waise und verpflichtete sich während der Weimarer Republik zu zwölf Jahren Militärdienst. Er diente zunächst in der Reichswehr und dann in der Wehrmacht.  Nach Beginn des Zweiten Weltkrieges wurde er erneut zur Wehrmacht eingezogen und war hauptsächlich in Griechenland eingesetzt. Am Ende des Krieges geriet er, im Rang eines Stabsfeldwebels, in jugoslawische Kriegsgefangenschaft, aus der er 1948 entlassen wurde.

### Todesumstände
Am 30. April 1951 fuhr Walter Heinicke mit zwei anderen Landwirten aus Alt Plötzin in Richtung West-Berlin. Dort wollten sie Getreide und Mohn verkaufen oder tauschen. Die Bauern fuhren für gewöhnlich früh mit ihren Fahrrädern zu den West-Berliner Ortsteilen Wannsee oder Nikolassee, um landwirtschaftliche Produkte auf dem Markt zu tauschen oder zu verkaufen. Am 30. April 1951 fuhren sie erst im Laufe des Vormittags los. Sie luden Roggen auf ihre Fahrräder und packten etwas Mohn, den sie an einer Ölmühle gegen Speiseöl tauschen wollten, in Rucksäcke. Den Roggen wollte Walter Heinicke gegen Nägel eintauschen. Solche Geschäfte waren in der DDR verboten und wurden als Schmuggel strafrechtlich verfolgt. Deshalb benutzten die drei Männer nicht den normalen Grenzübergang. Gegen halb vier nachmittags fuhren sie zwischen den Ortschaften Dreilinden und Kleinmachnow mit ihren Fahrrädern in Richtung West-Berlin. Etwa 150 Meter nordwestlich des amerikanischen Kontrollpostens wurden sie, wie ein Bericht der Volkspolizei festhielt, in der Nähe einer Brücke über den Teltowkanal von vier Polizisten des Grenzkommandos Stahnsdorf bemerkt. Die Grenzpolizisten forderten sie zum Halten auf. Heinicke und seine Begleiter folgten dieser Aufforderung nicht, sondern fuhren mit erhöhtem Tempo weiter. Nach Abgabe eines Warnschusses schoss einer der DDR-Polizisten auf die Männer und traf Walter Heinicke in den Kopf. Heinicke wurde in das Krankenhaus Potsdam-Babelsberg gebracht, wo er am Abend desselben Tages an den Folgen seiner Verletzung starb. Seine beiden Begleiter konnten unerkannt nach West-Berlin entkommen.
Der West-Berliner Rundfunksender RIAS soll über den Tod von Walter Heinicke berichtet haben. Die Familie musste nach dem Tod des Vaters die Landwirtschaft aufgeben. Der Hof fiel 1952 oder 1953 an die örtliche Produktionsgenossenschaft (LPG). Die Familie bekam die Grundstücke erst nach dem Fall der Mauer zurück.
Der Sohn von Walter Heinicke zeigte die Tat 1997 bei der Staatsanwaltschaft Berlin an. Diese ermittelte umfangreich und befragte zahlreiche Zeugen. Der in den Berichten der Volkspolizei als Schütze genannte Werner W. bestritt 1997 die Tat gegenüber der West-Berliner Polizei und behauptete, ein anderer habe den Schuss abgegeben. Die drei anderen seinerzeit beteiligten Polizisten konnten nicht ermittelt werden. Das Verfahren wurde eingestellt, da der vermutliche Täter die Tat abstritt, die Berichte der Volkspolizei als Beweismittel nicht ausreichten, keine Tatzeugen mehr vorhanden waren und somit nicht bewiesen werden konnte, dass Werner W. den Schuss auf Walter Heinicke abgegeben hatte.